# 天主教拉伯克教區
天主教拉伯克教區（拉丁語：Dioecesis Lubbokensis）是美國一個羅馬天主教教區，屬聖安東尼奧總教區。成立於1983年3月25日。
範圍包括德克薩斯州西北部廿五縣，教座位於拉伯克。2004年有教友80,742人（佔轄區總人口9.4%）、卅五個堂區、四十八名司鐸。現任教區主教為帕拉西多·羅德里格斯。